# Richard Sears
Richard Dudley "Dick" Sears (26 de octubre de 1861 - 8 de abril de 1943) fue un jugador de tenis estadounidense que ganó las primeras 7 ediciones del US National Singles Championships entre 1881 y 1887. Adicionalmente, tiene el récord compartido de más títulos del Abierto de los Estados Unidos con 7 junto a William Larned y Bill Tilden, colocándose 2 por encima de Roger Federer, a 3 de Rafael Nadal y a 3 de Novak Djokovic.
Nació en Boston, Massachusetts de una prominente familia. Su hermano mayor fue probablemente el primero en haber jugado al tenis en los Estados Unidos junto a James Dwight. Su hermano menor estuvo situado durante 5 años entre los diez mejores de Estados Unidos y su sobrina es parte del Salón de la Fama del Tenis.
Siendo todavía un estudiante en la Universidad de Harvard participó del primer torneo nacional de los Estados Unidos, en Newport. Usando bombachas largas, medias de lana, corbata, gorra y una raqueta de casi medio kilo ganó el primer torneo al derrotar en la final en sets corridos a William Glynn. Sears se mantuvo invicto en el torneo hasta su retiro, conquistando los títulos entre 1881-1887 y ganando en total 18 partidos seguidos, lo que fue superado recién con la eliminación del challenge round (implementado desde 1884, el campeón del año anterior jugaba directamente en la final al año siguiente) en 1920. Su récord de títulos consecutivos se mantiene hasta hoy en día, y en cantidad de títulos solo fue igualado William Larned y Bill Tilden.
Su récord de 7 victorias y victorias consecutivas en un torneo perduró durante más de un siglo incluso en la evolución del tenis amateur a profesional World Championship Tennis, Grand Prix circuit, Asociación de Tenistas Profesionales.
El 22 de abril de 2012 Rafael Nadal logró romper el récord al vencer por 8ª vez consecutiva al imponerse a Novak Djokovic en el Masters de Montecarlo disputado en el Principado de Mónaco sobre tierra batida.
Rafael Nadal se convierte en el hasta la fecha mayor número de veces ganador de un torneo tanto en años diferentes como consecutivos.
Su primer título fue a los 19 años, lo que lo mantiene como el tercer jugador más joven en la historia en conquistar el título, detrás de Pete Sampras y Oliver Campbell, también a los 19 años.
No solamente ganó los títulos de sencillos, sino que conquistó el torneo de dobles en el US National, entre 1882-1887, 6 veces consecutivas, 5 de ellas junto a James Dwight.
Diestro, su táctica de juego consistía en hacer correr al contrario de un lado al otro de su campo para definir con su volea. Luego implementó también el uso del topspin en algunos tiros, lo que había aprendido en Inglaterra. Durante su seguidilla de triunfos solo perdió 3 sets.
Tras su retiro, se consagró campeón individual nacional de jeu de paume en 1892. También sirvió como presidente de la USTA (Asociación de Tenis de Estados Unidos) en 1887-1888. Fue una de las 6 primeras personas en ser incluidas en el Salón Internacional de la Fama del tenis en 1955.

## Torneos de Grand Slam
| Result | Year | Championship           | Opponent               | Score              |
| ------ | ---- | ---------------------- | ---------------------- | ------------------ |
| Win    | 1881 | U.S. Championships     | William E. Glyn        | 6–0, 6–3, 6–2      |
| Win    | 1882 | U.S. Championships (2) | Clarence Clark         | 6–1, 6–4, 6–0      |
| Win    | 1883 | U.S. Championships (3) | James Dwight           | 6–2, 6–0, 9–7      |
| Win    | 1884 | U.S. Championships (4) | Howard Taylor          | 6–0, 1–6, 6–0, 6–2 |
| Win    | 1885 | U.S. Championships (5) | Godfrey Brinley        | 6–3, 4–6, 6–0, 6–3 |
| Win    | 1886 | U.S. Championships (6) | R. Livingston Beeckman | 4–6, 6–1, 6–3, 6–4 |
| Win    | 1887 | U.S. Championships (7) | Henry Slocum           | 6–1, 6–3, 6–2      |